# Le noir (te) vous va si bien
Ne doit pas être confondu avec Le noir te va si bien.
Pour plus de détails, voir Fiche technique et Distribution.
Le noir (te) vous va si bien est un film français réalisé par Jacques Bral, sorti le 5 décembre 2012.

## Synopsis
Une famille orientale émigrée, en Europe. Moncef, le père, porte en lui la souffrance du déracinement et le poids de « l’ailleurs ». Sauvegarder sa culture, vivre dans le respect des traditions, c’est pour lui, plus qu’une règle de vie, une manière de rester fidèle à son passé, à son origine et surtout… à lui-même.
Chaque matin, Cobra, sa fille, quitte la maison familiale. Voilée. Mais chaque matin, elle se change, dans un café, son refuge à elle ; avant de se rendre à son travail, la chevelure et l’esprit libres. À la maison, Moncef est inquiet : Cobra est encore célibataire et il voudrait bien la marier au plus tôt. Dans l’entreprise où Cobra travaille, le jeune patron est tombé amoureux d’elle. Il est prêt à tout pour l’épouser.
Mais Cobra, elle, veut choisir, comme sa mère l’avait fait en son temps avec son père. Elle n’aura pas le temps de présenter « l’homme de sa vie » à ses parents. Un ami de son père les surprend. Dans le café…

## Fiche technique
- Titre : Le noir (te) vous va si bien
- Réalisation : Jacques Bral
- Scénario : Jacques Bral
- Musique : Nathaniel Méchaly
- Directeur de la photographie : François Lartigue
- Ingénieur du son : Frédéric Heinrich
- montage son : Jean Dubreuil
- mixage : Vincent Arnardi
- Montage : Jacques Bral, Olivier Maffroy
- Production : Thunder Films International
- Pays d'origine :  France
- Format : couleur (1,85 - Pellicule)
- Support : DCP - 35 mm
- Genre : drame
- Durée : 1 heure, 28 minutes
- Date de première sortie : 2012
- Remastérisé (format 1.85 son Dolby 5.1 SRD)

## Distribution
- Sofiia Manousha : Cobra
- Lounès Tazairt : Moncef, le père de Cobra
- Julien Baumgartner : Serge
- Grégoire Leprince-Ringuet : Richard, le gérant du café
- Élise Lhomeau : Anaïs, la collègue et meilleure amie de Cobra
- Souad Amidou : Maléké, la mère de Cobra
- Salim Kechiouche : Rachid, le frère de Cobra
- Thierry Lhermitte : François, le père de Serge
- Sid Ahmed Agoumi : Julien
- Delphine Rich : Hélène-Laure, la mère de Serge
- Magid Bouali : Majid
- Lisa Makhedjouf : Salima, la fiancée de Rachid